# 吞珠
宗室吞珠，清朝宗室，官员、禮部尚書。
康熙五十六年十月丁未，接替殷特布，擔任清朝禮部尚書，后去世。由貝和諾接任。